# Kōzushima
Kōzushima (神津島村, Kōzushima-mura) és un poble i municipi de la subprefectura d'Ōshima, a Tòquio, Japó. El poble viu de la pesca, el turisme estacional i d'esports i la producció d'artesania i aliments locals com el shochu.

## Geografia
El municipi de Kôzushima ocupa l'illa de Kōzu, una de les illes més septentrionals de l'arxipèleg d'Izu, a la mar de les Filipines. La localitat es troba a 178 quilòmetres al sud del centre de Tòquio. Pels efectes del corrent de Kuroshio, el municipi té un clima més càlid i humid que el de el Tòquio metropolità.

## Història
El poble de Kôzushima va ser fundat l'1 d'octubre de 1923, dins de l'antiga prefectura de Tòquio. El 1926 es va fundar la subprefectura d'Ōshima.

## Demografia
| 1920  | 1930  | 1940  | 1950  | 1960  | 1970  | 1980  |
| ----- | ----- | ----- | ----- | ----- | ----- | ----- |
| 2.032 | 2.140 | 2.179 | 2.567 | 2.667 | 2.081 | 2.210 |
| 1990  | 2000  | 2010  | 2020  | 2030  | 2040  | 2050  |
| 2.314 | 2.144 | 1.882 | 1.846 | -     | -     | -     |

## Transport

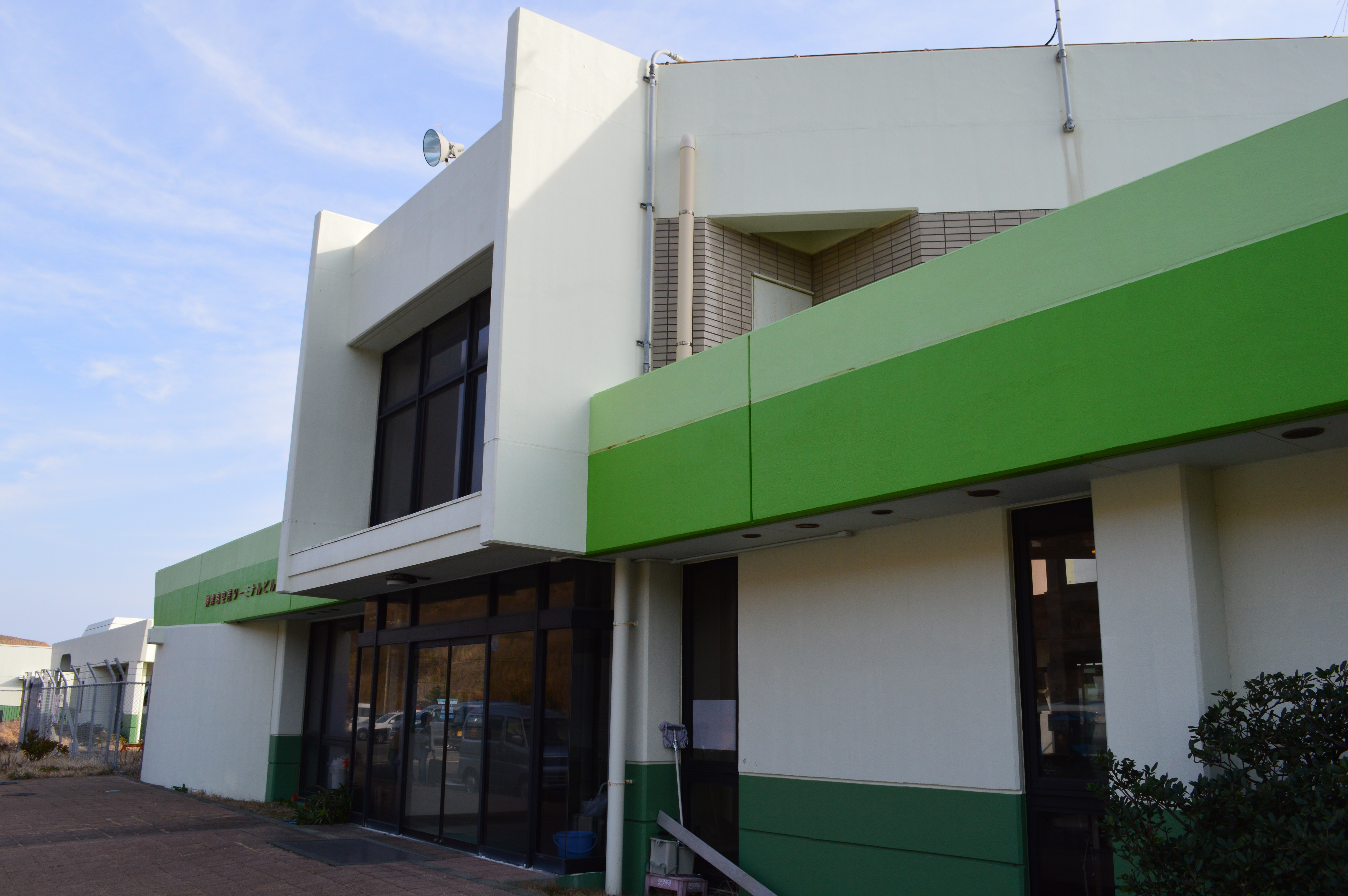
Aeroport de Kôzushima

### Aire
- Aeroport de Kōzushima

### Mar
- Port de Kōzushima

Del port ixen les naus de les companyies Tōkai Kisen i Shinshin Kisen.

### Carretera
- Metropolitana 224

Adicionalment, l'illa té un servei públic d'autobús.

## Agermanaments
- Saku, prefectura de Nagano, Japó.[4] (1994), municipis amics.